# Quelato de cálcio
Quelato de cálcio ou Cálcio Quelado é uma das formas biodisponíveis do cálcio.
Formado pela relação molar entre o mineral cálcio e um aminoácido (aa) quelante, gerando um anel cíclico estável (aa-Ca+2-aa), formando um novo composto chamado de mineral orgânico, que por sua vez entra no organismo por difusão facilitada, ao invés do canal comum de íons seletivos, desta forma tem sua absorção da ordem de 98 a 100%.
Substância importante na formação de ossos, dentes, e fundamental para a correta função muscular.